# Halfdan Ragnarsson
Halfdan Ragnarsson (tiếng Bắc Âu cổ: Hálfdan; tiếng Anh cổ: Halfdene hay Healfdene; tiếng Old Irish: Albann; mất năm 877) là một thủ lĩnh người Viking và một chỉ huy của Đại Quân Ngoại đạo đã xâm lược các vương quốc Anglo-Saxon của Anh, bắt đầu từ năm 865.
Một trong sáu đứa con trai của Ragnar Lodbrok được kể tên trong sử thi Bắc Âu, các anh em cùng cha mẹ hoặc cùng cha khác mẹ của Halfdan gồm Björn Ironside, Ivar the Boneless, Sigurd Snake-in-the-Eye, Ubba và Hvitserk. Vì Halfdan không được nhắc đến trong bất cứ nguồn sử nào có nói về Hvitserk, một số học giả cho rằng họ là một người – giả thuyết này được củng cố do Halfdan là một cái tên khá phổ biến trong cộng đồng người Viking và Hvitserk "áo trắng" có thể là một tính ngữ hoặc biệt danh để phân biệt Halfdan với những người khác cùng tên.
Halfdan là Vua của Northumbria người Viking đầu tiên và một kẻ đòi tước vị nhắm đến ngai vàng của Vương quốc Dublin. Có thể ông cũng từng có thời gian đồng cai trị Đan Mạch với người anh em Sigurd Snake-in-the-eye, vì các nguồn sử Frank miêu tả đích danh Sigfred và Halfdan đã cai trị năm 873. Ông tử trận trong Trận Strangford Lough năm 877 khi chiến đấu để cố gắng đòi tước vị Vua Ireland của mình.

## Tiểu sử
Halfdan là một trong những thủ lĩnh của Đại Quân Ngoại đạo đã xâm lược vương quốc Anglo-Saxon Đông Anglia năm 865. Theo các sử thi Bắc Âu thì cuộc xâm lược này được các con trai của Ragnar Lodbrok lên kế hoạch, trong đó có Halfdan, để báo thù Ælla của Northumbria. Ælla được cho là đã xử tử Ragnar năm 865 bằng cách thả ông vào một hố đầy rắn độc, nhưng người ta vẫn chưa chắc chắn về tính chính xác của chuyện này. Những kẻ xâm lược này được xác định là người Đan Mạch, tuy nhiên giáo sĩ thế kỷ thứ mười Asser nói rằng những kẻ xâm lược này đến "de Danubia", dịch là "từ sông Danube"; vấn đề là sông Danube nằm ở địa điểm có tên tiếng Latin là Dacia cho thấy có thể Asser thực ra đã nhầm với Dania, một từ tiếng Latin để chỉ Đan Mạch.
Vào mùa thu năm 865 Đại Quân Ngoại đạo cập bến Đông Anglia, nơi họ ở lại trú đông và nuôi thêm ngựa chiến. Vào năm sau đó, đội quân đi về phương Bắc và tấn công Northumbria, lúc đó đang xảy ra nội chiến giữa Ælla và Osberht, đối đầu nhau tranh giành ngai vàng Northumbria. Cuối năm 866 đội quân chiếm được khu định cư giàu có York thuộc Northumbria. Năm sau đó Ælla và Osberht kết liên minh để tái chiếm thị trấn. Cuộc tấn công thất bại, và cả hai người này tử trận. Không còn lãnh đạo nào, kháng cự ở Northumbria nhanh chóng bị nghiền nát, và người Đan Mạch đưa một ông vua bù nhìn lên, Ecgberht, cai trị nhân danh họ và thu thuế cho họ.
Nửa cuối năm đó đạo quân di chuyển về phương Nam và tấn công Vương quốc Mercia, chiếm thị trấn Nottingham, rồi nghỉ đông ở đây. Vị vua Mercia, Burghred, phản kháng bằng cách kết liên minh với vị Vua Tây Saxon là Æthelred, và hợp quân của họ tấn công thị trấn. Người Anglo-Saxon không tái chiếm được thị trấn, nhưng đạt được một hòa ước, trong đó người Đan Mạch sẽ rút về York, nơi họ ở lại trong một năm, xây dựng quân đội chờ đến những đợt tấn công tiếp theo.
Người Đan Mạch quay về Đông Anglia vào năm 869, lần này họ quyết tâm chinh phạt. Họ chiếm Thetford với ý định trú đông tại đây, nhưng lại gặp phải một đội quân Đông Anglia. Đội quân Đông Anglia và thủ lĩnh, Vua Edmund, bị đánh bại. Các nguồn sử truyền thống ghi nhận Edmund là vị thánh tử vì đạo, đã không chịu từ bỏ đức tin vào Chúa, và đã bị xử tử vì đức tin kiên cường của ông. Ivar và Ubba được xác định là chỉ huy của đội quân Đan Mạch, và đã ra lệnh giết Edmund, và ta vẫn chưa biết Halfdan đã đóng vai trò gì, nếu có.
Sau khi chinh phạt Đông Anglia dường như Ivar đã rời bỏ Đại Quân Ngoại đạo – tên ông ta biến mất khỏi sử sách Anh từ năm 870. Tuy nhiên, ông thường được coi là cùng một người với Ímar, một Vua của Dublin gốc Bắc Âu mất năm 873. Do Ivar đã đến Ireland, Halfdan trở thành chỉ huy chính của đạo quân, và vào năm 870 ông ta dẫn đội quân đi xâm lược Wessex. Ít lâu sau khi Ivar rời bỏ đạo quân, rất nhiều chiến binh Viking tìm đến từ Scandinavia, là một phần của Đại Quân Mùa hè, do Bagsecg dẫn đầu, bổ sung nhiều lính cho đội quân của Halfdan. Theo cuốn Biên niên sử Anglo-Saxon, người Đan Mạch tấn công người Tây Saxon chín lần, bao gồm Trận Ashdown vào ngày 8 tháng 1 năm 871. Tuy nhiên, người Tây Saxon không bị đánh bại, và Halfdan chấp nhận một hòa ước với Alfred, vị vua mới lên ngôi của Wessex.
Đạo quân rút về thị trấn họ chiếm được là London và ở đó trú đông trong năm 871/872. Những đồng xu được đúc ở London thời kỳ này có tên Halfdan, xác nhận ông là thủ lĩnh của nơi này. Vào mùa thu năm 872 đạo quân quay về Northumbria để dẹp một cuộc nổi dậy mà vua bù nhìn Ecgberht không xử lý được. Tuy nhiên, nhiều người không cho rằng đạo quân đi về phương Bắc vì lý do đó, mà gợi ý rằng họ rời đi là để chiến đấu với Mercia. Đội quân trú đông ở Torksey, và sau đó có báo cáo họ đã đến quận Repton một năm sau. Họ chinh phục được Mercia vào năm 874, vị Vua Mercia là Burghred bị phế truất và thay bằng một nhiếp chính vương bù nhìn người Đan Mạch, Ceolwulf.
Sau thắng lợi này đội quân chia hai ngả – một nửa dưới quyền Guthrum đi về phương Nam tiếp tục cuộc chiến tranh với Wessex, nửa còn lại dưới trướng Halfdan đi về phía Bắc để giao chiến với người Pict và Briton ở Strathclyde. Theo Biên niên sử Ulster, Eystein Olafsson, Vua của Dublin đã bị "Albann" "gian xảo" bày mưu giết hại vào năm 875, một nhân vật thường được coi là cùng một người với Halfdan. Người anh em Ivar của ông đã cai trị thành phố cho đến khi chết vào năm 873 và có vẻ chiến dịch của Halfdan là để giành lại vương quốc bị cướp mất từ Ivar. Halfdan không ở lại Ireland: vào năm 876 ông và đội quân quay về Northumbria, và định cư ở một khu vực gần như tương đồng với Vương quốc Deira, trong khi phần phía Bắc Northumbria vẫn nằm dưới quyền người Anglia. Các nguồn sử đôi khi gọi Halfdan là Vua của Jórvík, bắt đầu từ năm 876.
Quyền lực của Halfdan tại Dublin không ổn định, và ông bị phế truất khi rời đi đến York. Ông quay về Ireland năm 877 và cố chiếm lại thành phố, nhưng phải đối đầu với một đội quân "Ngoại đạo Trắng" – một cụm từ gây tranh cãi dùng để chỉ cộng đồng Viking đã ở lại Ireland lâu nhất, trái với đội quân mới đến "Ngoại đạo Đen", mà trong số đó có Halfdan. Hai phe gặp nhau trong Trận Strangford Lough, Halfdan tử trận. Lính của Halfdan sống sót qua trận chiến quay về Northumbria qua đường Scotland, trên đường đi họ chiến đấu và giết Constantine I, Vua của người Pict. Những người Viking ở Northumbria không có vua cho đến năm 883, khi Guthfrith được chọn làm vua ở đó.

## Tính lịch sử
Halfdan và các anh em của ông thường được coi là nhân vật lịch sử, mặc dù không có văn kiện cùng thời nào nói về việc họ có cùng huyết thống, và ý kiến về ai là cha ông vẫn còn gây tranh cãi. Theo Hilda Ellis Davidson, viết năm 1979, "một số học giả nhất định, trong những năm gần đây đã bắt đầu tin rằng ít nhất một phần trong câu chuyện về Ragnar là dựa trên sự kiện lịch sử". Katherine Holman, mặt khác, lại kết luận rằng "dù các con trai của ông ta là nhân vật lịch sử, không có bằng chứng gì chứng tỏ Ragnar từng tồn tại, và dường như ông ta là sự kết hợp của nhiều nhân vật lịch sử hoặc một sáng tạo hoàn toàn của văn học."

## Đường dẫn ngoài
- Bản mẫu:PASE
- CELT: Corpus of Electronic Texts tại University College Cork. Corpus of Electronic Texts bao gồm Annals of Ulster và the Four Masters, Chronicon Scotorum và Book of Leinster cũng như phả hệ, và tiểu sử nhiều vị thánh. Hầu hết đã được dịch sang tiếng Anh, hoặc đang trong quá trình dịch.

Bản mẫu:Northumbrian Monarchs
Bản mẫu:Dublin Monarchs
Bản mẫu:Viking Invasion of England